# Hospital Infanta Sofía
Hospital Infanta Sofía är ett sjukhus som ligger i San Sebastián de los Reyes (Madrid, Spanien). Det var tidigare känt som ”Norra sjukhuset” (Hospital del Norte) för att den 8 augusti 2008 byta till sitt nuvarande namn.
Sjukhuset ligger bara några meter från tunnelbanestationen Hospital Infanta Sofía, på linjen Metronorte.
Infanta Sofia-sjukhuset betjänar mer än 306 000 invånare, vilket omfattar följande 53 kommuner i norra delen av Madrid: La Acebeda, Alameda del Valle, Alcobendas, Algete, El Atazar, El Berrueco, Berzosa del Lozoya, Braojos de la Sierra, Buitrago de Lozoya, Cabanillas de la Sierra; La Cabrera, Canencia, Cervera de Buitrago, Cobeña, Fuente el Saz de Jarama, Garganta de los Montes, Gargantilla del Lozoya, Gascones, La Hiruela, Horcajo de la Sierra, Horcajuelo de la Sierra, Lozoya, Lozoyuela-Navas-Sieteiglesias, Madarcos, El Molar, El Montejo de la Sierra, Navarredonda, Paracuellos de Jarama, Patones, Pedrezuela, Pinilla del Valle, Piñuecar, Prádena del Rincón, Puentes Viejas, Rascafría, Redueña, Ribatejada, Robledillo de la Jara, Robregordo, San Agustín de Guadalix, San Sebastián de los Reyes, Serna del Monte, Serranillos del Valle, Somosierra, Talamanca de Jarama, Torrelaguna, Torremocha de Jarama, Valdemanco, Valdeolmos-Alalpardo, Valdepiélagos, Valdetorres de Jarama, El Vellón, Venturada och Villavieja del Lozoya.
Sjukhuset erbjuder också särskild vård via specialistcentralen i Alcobendas.